# بستنی خرچنگ
بستنی خرچنگ (به انگلیسی: Crab ice cream) یک بستنی دارای طعم شیرین است که حاوی خرچنگ است. این نوع بستنی در برخی از مراکز فروش مواد غذایی، به ویژه فروشگاه‌های ارائه‌ کننده بستنی‌، مانند رستوران فت داک هستون بلومنتال در انگلستان و کوروموتو (Coromoto) در ونزوئلا ارائه می‌شود.

## تاریخچه و تولید
بستنی خرچنگ حاصل ابتکار ژاپنی‌ها است. جزیره هوکایدو در ژاپن به خاطر تولید بستنی خرچنگ معروف است.